# Place du 19-Avril-1944
La place du 19-Avril-1944 est une voie publique de la commune de Rouen. La sculpture de la fontaine a été réalisée par Dominique Denry en 1995. 

## Situation et accès
La place 19-Avril-1944 est située à Rouen.

## Origine du nom
La place reçoit son nom pour commémorer la nuit du 18 au 19 avril 1944 où un bombardement, destiné aux installations de la gare de Sotteville, a causé des dégâts collatéraux au quartier du Palais.

## Bâtiments remarquables et lieux de mémoire
La place reçoit un bassin-fontaine orné d'une sculpture en 1995, due à Dominique Denry.